# رومن کاستیانوس
رومن ویلفردو کاستیانوس کال (اسپانیایی: Román Wilfredo Castellanos Caal‎؛ زادهٔ ۸ آوریل ۱۹۸۵) یک سیاستمدار و دانشمند علوم سیاسی اهل گواتمالا است. او که یکی از بنیانگذاران حزب سمیلا است، از ژانویه ۲۰۲۰ عضو کنگره گواتمالا بوده است.